# دووگوپوله
دووگوپوله (به لهستانی:  Długopole) یک روستا در لهستان است که در گمینا نوو تارگ واقع شده‌است.